# マーガレット・ドウブラー
マーガレット・ニューウェル・ドウブラー（英：Margaret Newell H'Doubler、1889年4月26日、カンザス州ベロイト -1982年3月26日、ミズーリ州スプリングフィールド）は、ウィスコンシン大学において、アメリカ初のダンス専攻を創設した。 彼女の舞踊教育学は、感情表現と科学的描写を組み合わせたものであった。身体に関する知識を活用して、踊り手が自身の感じることを表現する動きを作り出すのを助けた他、自身の教育論と、教育におけるダンスの重要性について5冊の著書がある。ドウブラーに師事した人々の中には、1938年にウィスコンシン大学で学んだアンナ・ハルプリンがいる。 

## 生い立ち
マーガレット・ニューウェル・ドウブラーは1889年4月26日、カンザス州ベロイトでチャールズとサラ・ドウブラーの間に生を受けた。1903年、家族はウィスコンシン州マディソンに転居する。マーガレットの兄がウィスコンシン大学に入学し、数学と生物学を学ぶことになったためである。生物学にも興味があったマーガレットは兄を尊敬していた。マディソン高校ではバスケットボールと野球に打ち込み、1906年に卒業した。
ウィスコンシン大学では生物学を主専攻に、哲学を副専攻に選び、1910年に卒業すると、バスケットボール、野球、水泳を教えるアシスタント・インストラクターとしての職を得た。これらは新たに設立された女性体育学科におけるコースである。
1916年5月、ドウブラーは哲学と美学の修士号を得るためコロンビア大学のティーチャーズ・カレッジに入学する。自分が楽しめるダンスがなかなか見つからずにいる時、音楽教師のアリス・ベントレーに出会う。ベントレーは、床に横たわったまま音楽に乗って動くことを教えていた。これを通じ、ドウブラーは、重力からの相対的な解放によって自分なりの動きを見つけるフロアワークという方法に深く魅了されるに至った。

## 舞踊教育
ドウブラーは1917年の夏にダンスを教え始める。彼女はダンスを、自分の基盤を形成した芸術かつ科学であると述べている。 ドウブラーの舞踊理論は女性的かつ審美的であり、それゆえ受け入れられやすかった。自然な体の動きを独自に考え、それに基づいたエクササイズを教えた。形式的なダンス・テクニックを必要としない動きであった。まず床の上での動き、次いで立った姿勢へと進んだ。ドウブラーの関心は、「体の位置の構造的な変化」や「自己生成する創造性」に対して体がどのように反応するか、という点にあった。
学生たちには、動きを通じて自分の考えや感情を表現することを求めた。自分の動きを科学的な言葉で記述するよう求めることもあった。舞踊教育の理論を独自に練り上げたドウブラーは、1921年に『踊りの手引き――舞踊教師のための提案と文献』（Manual of Dancing：Suggestions and Bibliography for the Teacher of Dancing）と題する本を書いた。また1940年には、4冊目の著書『ダンス――創造的芸術体験』（Dance：A Creative Art Experience）が出版される。この本の中で、ドウブラーは、ダンスを通した思考や感情の表現に関する舞踊教育理論を説明している。それによれば、テクニックとは「精神を訓練することで身体を表現の道具として使うこと」なのだという。
また、ダンスを通して自分の感情を表現した時に何が露わになってしまうだろうかという不安を取り除き、自信を持たせる教師の能力にドウブラーは力点を置く。 さらにこの本にはドウブラーの構成法、すなわちクライマックス、移行、均衡、シークエンス、反復、ハーモニー、ヴァラエティ、対比といった諸原理も示されている。
1918年、ドウブラーはオルケシス（Orchesis。ギリシャ語で舞踊やジェスチャーを意味する）という舞踊団を設立した。 またウィスコンシン大学は1921年にダンス専用のスタジオであるラスロップ・ホールを開設した。同大学は舞踊コースを作った最初の大学でもある。1926年に、ドウブラーとジョージ・セラリー人文科学部長および教育学科の共同作業により、舞踊を専攻する初めてのカリキュラムが作られたのである。 
舞踊教育に対するドウブラーの考えは、「一人一人が最大限に生きられるようにする」ことであり、「教育のプロセスは人間の命の本性に関する科学的事実に基づいたものでなければならない」という。 その思想および教育において、ドウブラーは運動感覚の意識に焦点を当てることを提唱し、これを三つの段階に分けている。すなわち、1）フィードバック（筋肉、関節、腱からの情報提供）、2）連合（脳内で生じる）、3）フィードフォワード（予測制御。メッセージを筋肉に送り返すプロセス）である。 

## その遺産
ドウブラーは1954年に大学を退職するが、1982年に亡くなるまでゲスト講師、およびマスター・クラスの指導を続けた。1963年、全米舞踊協会の遺産賞（Heritage Award）を受賞。1998年、ウィスコンシン大学は400万ドルの寄付を受け取るとラスロップ・ホールを改装し、マーガレット・ドウブラー・パフォーマンス・スペースと改称した。 

## その他の
ドウブラーの大姪に、同名をもつ映画脚本家のマーガレット・ネーグルがいる。 

## 註
1. ↑  University of Wisconsin–Dance Program website; accessed March 20, 2008.
2. ↑  Thomas Hagood, A History of Dance in American Higher Education(Lewiston, NY: The Edwin Mellen Press, 2000), p. 83.
3. ↑  Profile, danceheritage.org; accessed December 1, 2014.
4. 1 2  John Wilson, Thomas Hagood and Mary Brennan, Margaret H'Doubler: The Legacy of America’s Dance Education Pioneer(Youngstown, NY: Cambria Press, 2006), p. 22.
5. ↑  John Wilson, Thomas Hagood and Mary Brennan, Margaret H'Doubler: The Legacy of America's Dance Education Pioneer(Youngstown, NY: Cambria Press, 2006), p. 23.
6. ↑  Margaret H'Doubler, Dance: A Creative Art Experience (Madison, WI: University of Wisconsin Press, 1940), pg. xi.
7. ↑  Margaret H'Doubler, Dance: A Creative Art Experience (Madison, WI: The University of Wisconsin Press, 1940), p. xxi.
8. ↑  Margaret H'Doubler, Dance: A Creative Art Experience (Madison, WI: The University of Wisconsin Press, 1940), p. 144.
9. ↑  ”Margaret H’Doubler,”Dance Magazine, April 1966, p. 33.
10. ↑  John Wilson, Thomas Hagood and Mary Brennan, ed. Margaret H'Doubler: The Legacy of America’s Dance Education Pioneer. Youngstown, NY: Cambria Press. pp. 216–18; 291–94. ISBN 978-1-62196-877-1
11. ↑  Fiona Kirk, "Dancing through History", Dance Teacher Magazine, September 2007,, p. 63.
12. ↑  Thomas Hagood, A History of Dance in American Higher Education(Lewiston, NY: The Edwin Mellen Press, 2000), p. 145.